# Дама с кошкой
«Дама с кошкой» — картина русского художника Николая Ярошенко, написанная в 1880-х годах. 
Портрет Елизаветы Платоновны Ярошенко (жена брата, Василия Ярошенко).
Находится в экспозиции Калужского музея изобразительных искусств, куда в 1919 году была передана из имения Степановское, родового для Елизаветы Ярошенко (урождённой Степановой).